# Neodartellus maculatus
Neodartellus maculatus är en insektsart som beskrevs av Evans 1955. Neodartellus maculatus ingår i släktet Neodartellus och familjen dvärgstritar. Inga underarter finns listade i Catalogue of Life.